# Lauro Müller
Lauro Severiano Müller (Itajaí, 8 de noviembre de 1863 — Río de Janeiro, 30 de julio de 1926) fue un político y diplomático brasileño. 

## Biografía
Fue hijo de los inmigrantes alemanes Peter Müller y Ana Maria Michels Müller, primo hermano de Filipe Schmidt por parte materna. Siguió la carrera militar, hasta que en 1889 Deodoro da Fonseca lo nombra al frente del Estado de Santa Catarina; así comienza una carrera pública que lo llevaría por diversos cargos. Tal vez el más destacado fue como Ministro de Relaciones Exteriores; desde ese puesto defendió la neutralidad brasileña en la Primera Guerra Mundial. También tuvo relevancia como Ministro de Transporte con las mejoras al puerto de Río de Janeiro y la construcción de importantes avenidas.
Integró la Academia Brasileña de Letras.
Recibió un doctorado honoris causa de la Universidad de Harvard.